# 西门口 (广州)
西门口位于中国广州市现时的中山六路、中山七路与人民北路、人民中路交汇处一带。因地处明、清两代广州城的正西门而得名。正西门和城墙在1920年代开建马路时被拆毁，现仅存一小段城基。现大都为商店和居民住宅楼，有五羊回民饭店、广州市妇婴医院、美国银行大厦、中六电脑城 和西门口广场2期等。
著名景點：
- 光孝寺

- 西門口瓮城遺址

- 倫文敍紀念廣場

( 參考資料： < 廣州市文物志 >，< 廣州市越秀區志 > )

## 公共交通
- 广州地铁1号线西門口站